# Grandville (België)
Grandville of in het Nederlands Nederliek is een dorp in de Belgische provincie Luik en een deelgemeente van de gemeente Oerle. Het was een zelfstandige gemeente tot het bij de fusie van 1965 toegevoegd werd aan de gemeente Oerle.
Grandville ligt aan de taalgrens. De dorpskom ligt ten zuidwesten van de bebouwde kom van Oerle en ten zuiden van de weg van Tongeren naar Borgworm. De Jeker stroomt door de dorpskom. Grandville is een landbouwdorp in Droog-Haspengouw dat zich stilaan ontwikkelt tot een woondorp.
De oude Nederlandse naam van Grandville is Nederliek, terwijl Liek nog steeds de Nederlandse naam is van het naburige Oleye.

## Geschiedenis
Grandville behoorde oorspronkelijk tot het graafschap Loon dat na haar opheffing in 1366 opging in het prinsbisdom Luik.

## Bezienswaardigheden
- De neogotische Sint-Servatiuskerk (Église Saint-Servais) uit 1864. Ook het interieur, waaronder de doopvont, is neogotisch en dateert van de jaren 1878-1880.

## Natuur en landschap
Grandville ligt aan de Jeker. De hoogte aan de kerk bedraagt 106 meter.

## Galerij

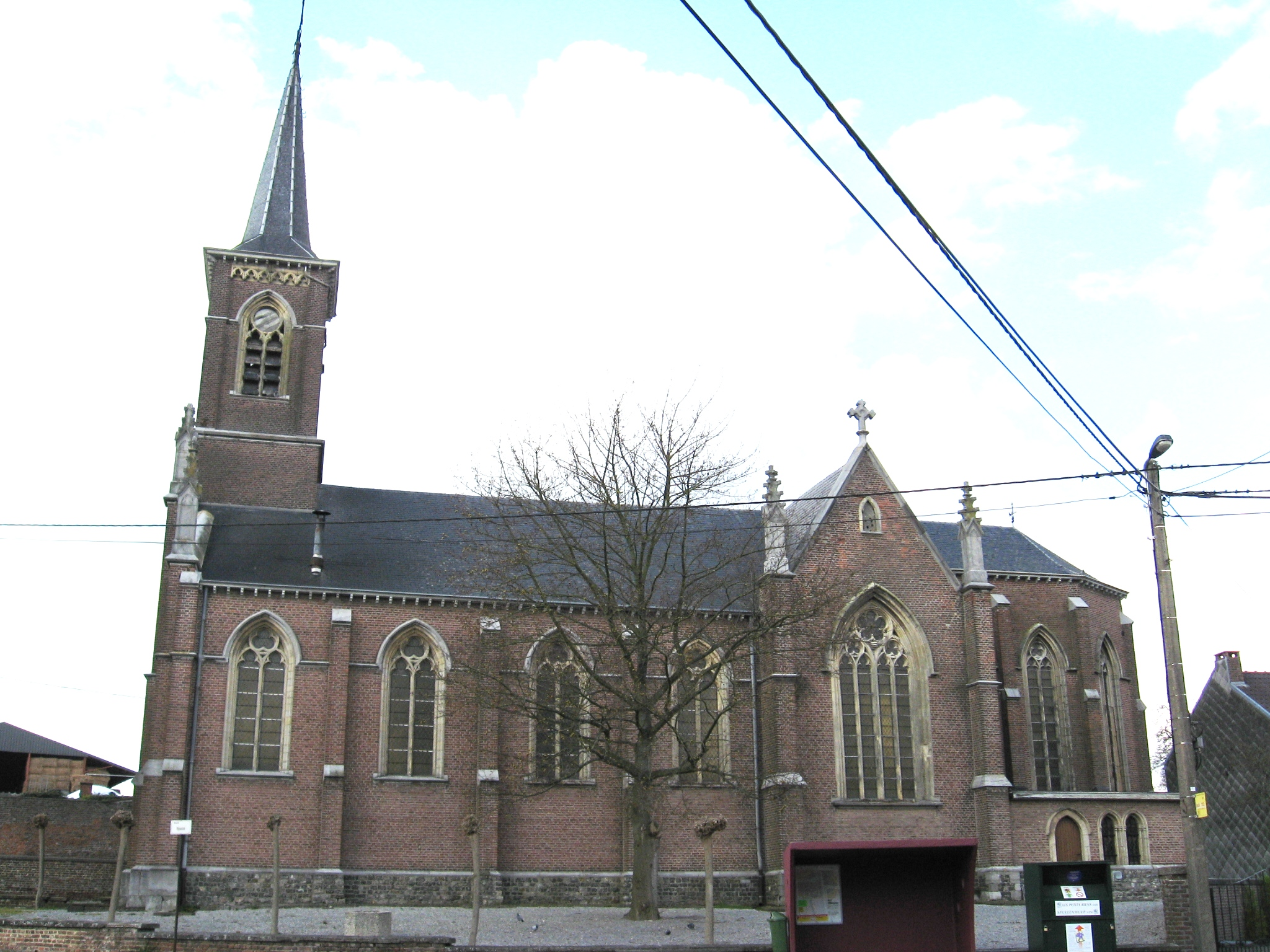
De Sint-Servatiuskerk
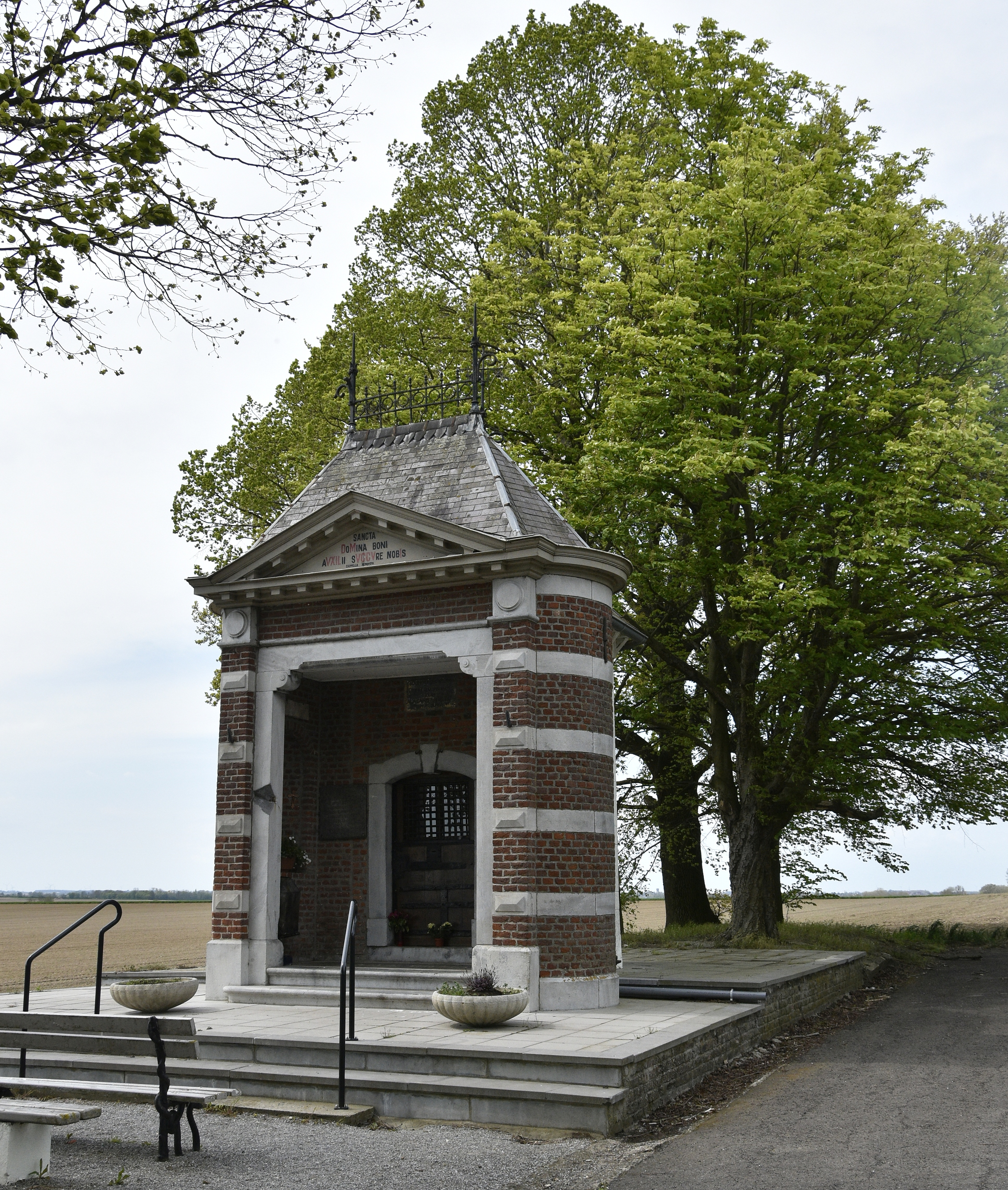
De kapel Onze-Lieve-Vrouw van Goede Bijstand

## Demografische ontwikkeling
- Bronnen:NIS, Opm:1831 tot en met 1961=volkstellingen

## Nabijgelegen kernen
Bergilers, Lens-sur-Geer, Oreye, Middelheers